# Le Lien du sang (film, 2020)
Pour plus de détails, voir Fiche technique et Distribution.
Le Lien du sang (MOTHER マザー, Mother: Mazā) est un film dramatique japonais réalisé par Tatsushi Ōmori et sorti sur Netflix en 2020.
Basé sur un fait divers réel, il met en scène la relation toxique entre une mère manipulatrice et son fils sous emprise.

## Synopsis
Akiko, une femme célibataire japonaise, est contrainte d'utiliser son fils de six ans Shuhei pour financer son train de vie à base de jeux, de sexe et d'alcool. Sans emploi, sa famille refuse de lui prêter de l'argent en raison de sa paresse et de son immaturité. Elle délaisse Shuhei, qui ne fait que lui obéir aveuglément. Celui-ci finit par être déscolarisé. La situation d'Akiko se dégrade, si bien que cinq ans plus tard, elle se retrouve à la rue en compagnie de son fils et d'une petite fille de plus à élever. Malgré l'intervention des services sociaux et sa volonté de revenir à l'école, Shuhei reste sous l'emprise de sa mère manipulatrice. Lorsque celle-ci l'incite à tuer ses parents pour récupérer leur argent, il commet l'irréparable,.

## Fiche technique
Sauf indication contraire, les informations mentionnées dans cette section peuvent être confirmées par les bases de données cinématographiques IMDb et Allociné,  présentes dans la section « Liens externes ».
- Titre original : MOTHER マザー (Mother: Mazā?)
- Titre français : Le Lien du sang
- Titre anglais : Mother
- Réalisation : Tatsushi Ōmori
- Scénario : Tatsushi Ōmori et Takehiko Minato
- Photographie : Tomohiko Tsuji
- Musique : Tarō Iwashiro[3]
- Production : Junko Sato
- Sociétés de production : Happinet Pictures, Kadokawa Pictures et Star Sands
- Sociétés de distribution : Netflix, Kadokawa Pictures et Star Sands
- Pays d’origine :  Japon
- Langue originale : japonais
- Format : couleur
- Genre : drame
- Durée : 126 minutes
- Dates de sortie :
  - Japon : 3 juillet 2020[4]
  - Pays-Bas : 24 septembre 2020 (Camera Japan Festival (en))
  - Monde : 3 novembre 2020 (sur Netflix)

## Distribution
Sauf indication contraire, les informations mentionnées dans cette section peuvent être confirmées par les bases de données cinématographiques IMDb et Allociné,  présentes dans la section « Liens externes ».
- Masami Nagasawa : Akiko Misumi
- Daiken Okudaira : Shuhei
- Sadao Abe : Ryo Kawata
- Shō Gunji : Shuhei (enfant)
- Kaho : Aya Takahashi
- Halo Asada : Fuyuka
- Hana Kino : Masako Misumi
- Sarutoki Minagawa : Tamori Uji
- Taiga Nakano : Keiichi Akagawa
- Kaho Tsuchimura : Kaede Misumi